# Ateleute
Ateleute is een geslacht van insecten uit de orde vliesvleugeligen (Hymenoptera) en de familie Ichneumonidae.

## Soorten
- A. albiceps (Seyrig, 1952)
- A. alborufa (Seyrig, 1952)
- A. bicincta (Seyrig, 1952)
- A. brunneicincta (Seyrig, 1952)
- A. capitalis (Seyrig, 1952)
- A. carolina Townes, 1967
- A. clypearis (Seyrig, 1952)
- A. croccalis (Seyrig, 1952)
- A. densistriata (Uchida, 1955)
- A. elongata (Seyrig, 1952)
- A. ferruginea Sheng, Broad & Sun, 2011
- A. foliacea (Seyrig, 1952)
- A. globiceps (Seyrig, 1952)
- A. grossa Kasparyan & Hernandez, 2001
- A. isocela (Seyrig, 1952)
- A. linearis Forster, 1871
- A. mesorufa Momoi, 1970
- A. minusculae (Uchida, 1955)
- A. nigriceps (Seyrig, 1952)
- A. nigriventris (Seyrig, 1952)
- A. nigrocincta (Seyrig, 1952)
- A. ocellaris (Seyrig, 1952)
- A. orbitalis (Seyrig, 1952)
- A. pallidipes Ashmead, 1906
- A. rectinervis (Morley, 1917)
- A. retorsa (Seyrig, 1952)
- A. rufa (Seyrig, 1952)
- A. scalena (Seyrig, 1952)
- A. sinuata (Seyrig, 1952)
- A. spinipes (Cameron, 1911)
- A. tinctoria Kasparyan & Hernandez, 2001
- A. truncata (Seyrig, 1952)
- A. tsiriria (Seyrig, 1952)
- A. vicina (Seyrig, 1952)
- A. zixiensis Sheng, Broad & Sun, 2011